# Tmarus rostratus
Espèce
Tmarus rostratus est une espèce d'araignées aranéomorphes de la famille des Thomisidae.

## Répartition
Cette espèce est endémique du Hunan en Chine,. Elle se rencontre dans le district de Wulingyuan.

## Description
Le mâle holotype mesure 4,28 mm et la femelle paratype 6,92 mm.

## Systématique et taxinomie
Cette espèce a été décrite par Zhou, Qin, Zhou, Peng et Liu en 2025.

## Publication originale
- Zhou, Qin, Zhou, Peng & Liu, 2025 : « Two new species of the genus Tmarus Simon, 1875 (Araneae: Thomisidae) from China. » Zootaxa, no 5666(1), p. 105-114.